# Въоръжени сили на Естония
Въоръжените сили на Естония включват всички младежи от 18 до 27 години, имащи естонско гражданство.
Те встъпват в 8-месечна военна служба. За елитна част се смята Президентският пехотен батальон. Личният състав на сухопътните войски е от около 4500 души.
След влизането на Естония в НАТО през април 2004 г. се преминава от наборна към професионална армия. Към началото на 2008 година естонски контингенти има в: Косово, Ирак, Израел, Афганистан и Босна.